# Wydad Athletic Serghini d'El Kalaâ
Maillots
Le Wydad Serghini est un club de football marocain de la ville d'El Kelaâ des Sraghna. La fondation du Wydad Athletic Serghini remonte à 1953 par Larbi Sefrioui. Durant la saison 1973-1974, le nom a été changé d'Al-Fath en Wydad par Al-Arabi Al-Sabhi.

## Historique
Deuxième section here  81/82 :
Division Nationale Amateur : 23/22 22/21 21/20 20/19
Amateurs de Première Division : 18/19 10/11 10/09 09/08 08/07 07/06 06/05
Amateurs de deuxième division : 18/17 17/16 16/15 12/11

## La participation de l'équipe à la Coupe du Trône du Maroc
Coupe du Trône du Maroc : 21/20 20/19 18/17 13/12 11/10 98/97
Le maximum que l'équipe a atteint dans cette compétition est la finale de la Coupe du Trône 20/19

## Logo du club
Le logo du club a été changé en 2017.

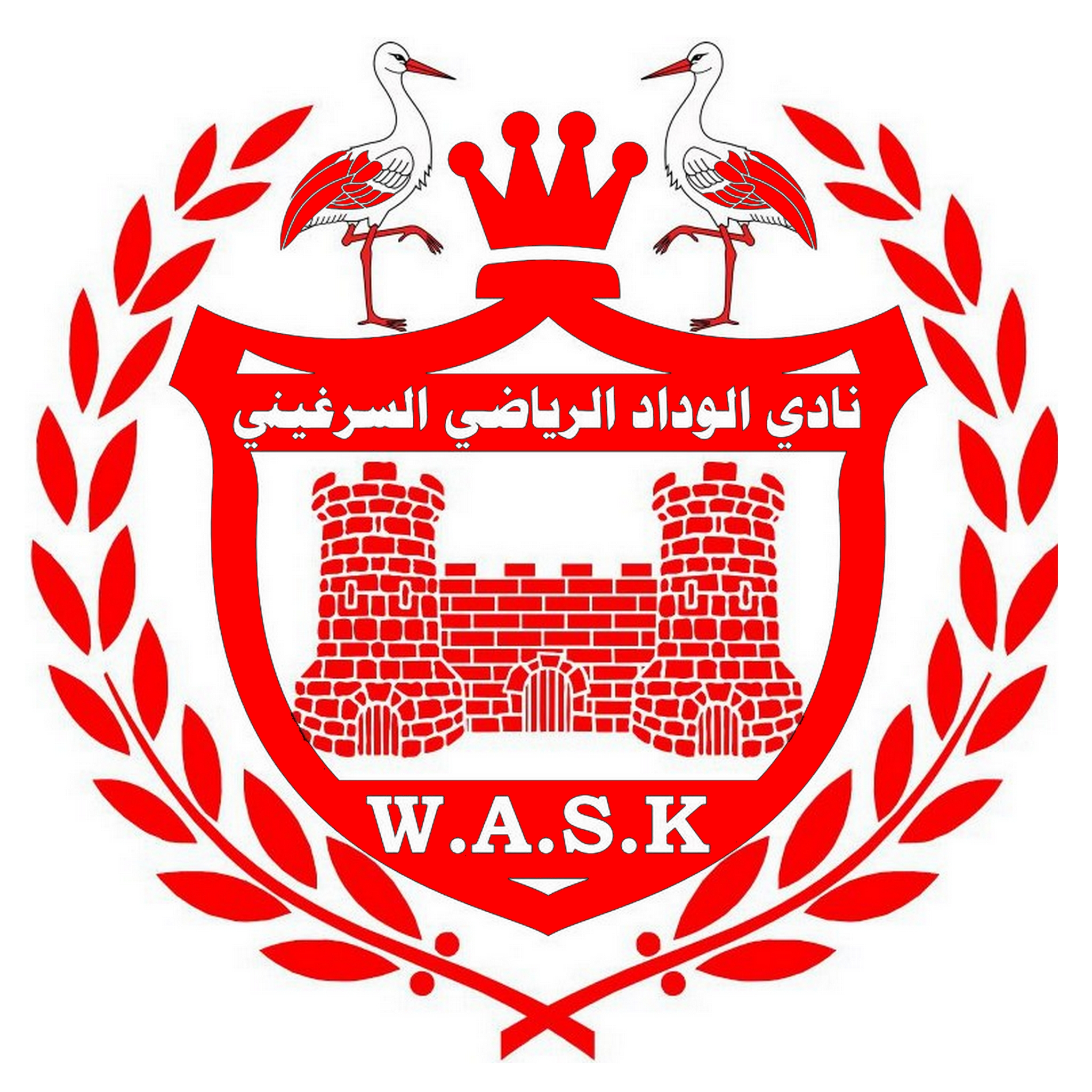
Logo du club jusqu'en 2017.
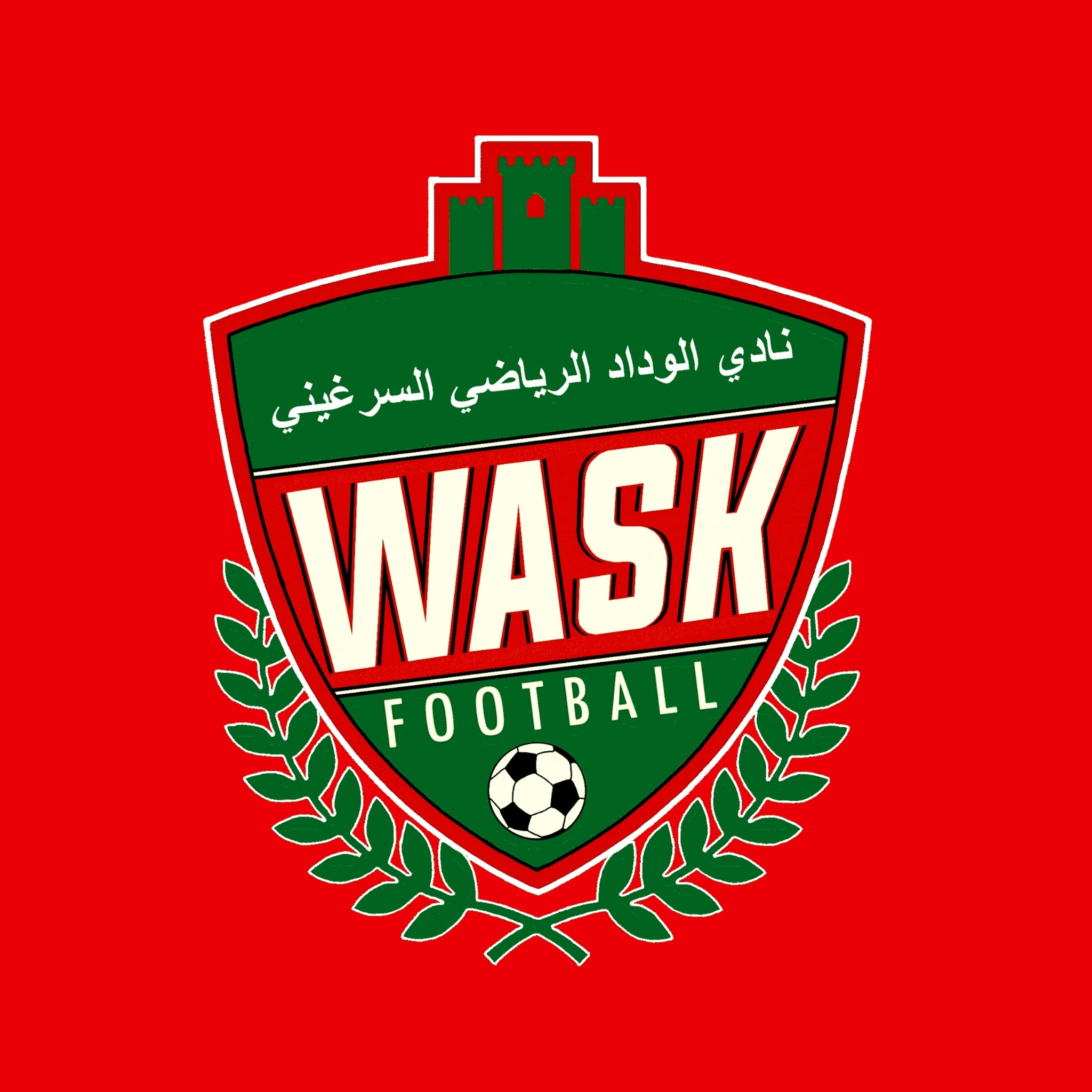
Logo du club depuis 2017.

## Stade
Le club reçoit ses matchs au stade municipal de Kalaa Sraghna, dédié uniquement au football. Le sol contient du gazon artificiel. Il a une capacité de 

3 000 spectateurs